# Ngardmau
Ngardmau est l'un des seize États qui forment les Palaos. D'une superficie de 47 km2, il est peuplé de 166 habitants en 2005, de 271 personnes en 79 foyers sur trois hameaux, Ngetbong, Ngerutoi et Urdmau, en janvier 2022.

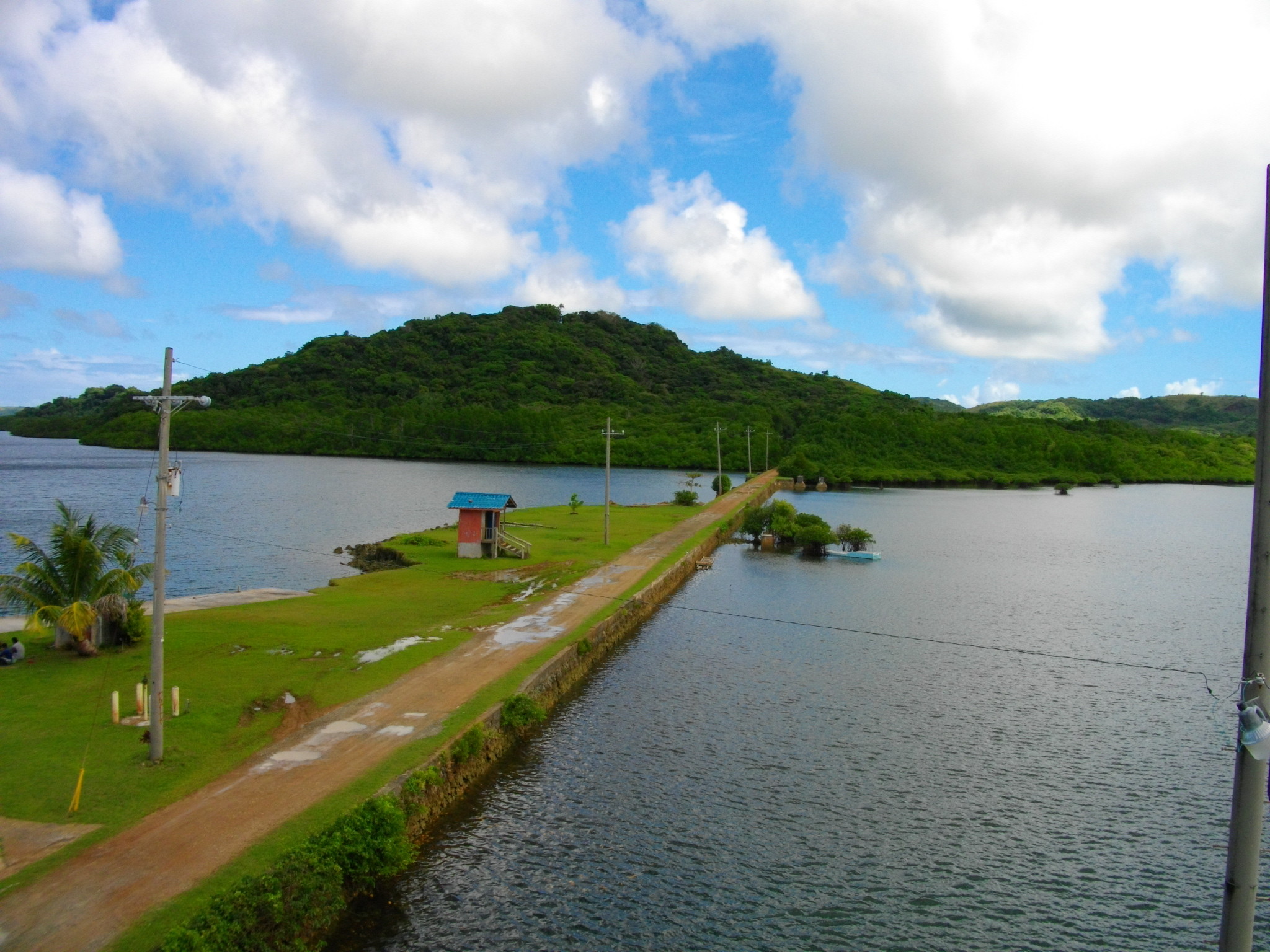
Quai de Ngardmau

Une mine de bauxite y a été exploitée par l'empire du Japon dont c'était la seule importante durant la première moitié du 20e siècle.